# Dryophytes chrysoscelis
Espèce
Statut de conservation UICN

 LC  : Préoccupation mineure
Synonymes
- Hyla femoralis chrysoscelis Cope, 1880
- Hyla versicolor sandersi Smith & Brown, 1947
- Hyla chrysoscelis Johnson, 1966

Dryophytes chrysoscelis parfois appelé Rainette criarde, est une espèce d'amphibien de la famille des Hylidae.

## Répartition et habitat
Cette espèce se rencontre :
- dans l'est des États-Unis : dans l'est du Texas, dans l'est de l'Oklahoma, en Louisiane, en Arkansas, au Mississippi, en Alabama, dans le nord de la Floride, en Géorgie, en Caroline du Sud, en Caroline du Nord, au Tennessee, en Virginie, en Virginie-Occidentale, au Kentucky, au Missouri, dans l'est du Kansas, dans l'est du Nebraska, au Minnesota, en Iowa, en Illinois, dans l'est du Dakota du Sud, dans l'est du Dakota du Nord,  au Wisconsin, au Michigan, en Indiana, en Ohio, en Pennsylvanie, au Maryland, au Delaware, au New Jersey, dans l'État de New-York, au Connecticut, au Rhode Island, au Massachusetts, au Vermont, au New Hampshire, au sud du Maine.
- au Canada : dans le sud du Manitoba, dans le sud de l'Ontario, dans le sud du Québec, au Nouveau-Brunswick.

On trouve souvent les adultes dans les arbres. Les juvéniles sont dans les laîches, les baldingères faux-roseau ou dans les jeunes chênes bicolores. Ils sont généralement à moins de 50 cm du sol. 

## Alimentation
Elle se nourrit de chenilles, de scarabées, de mouches, de cafards (Parcoblatta sp., Ischnoptera deropeltiformis) et de criquets (Ceuthophilus sp.).

## Taxinomie

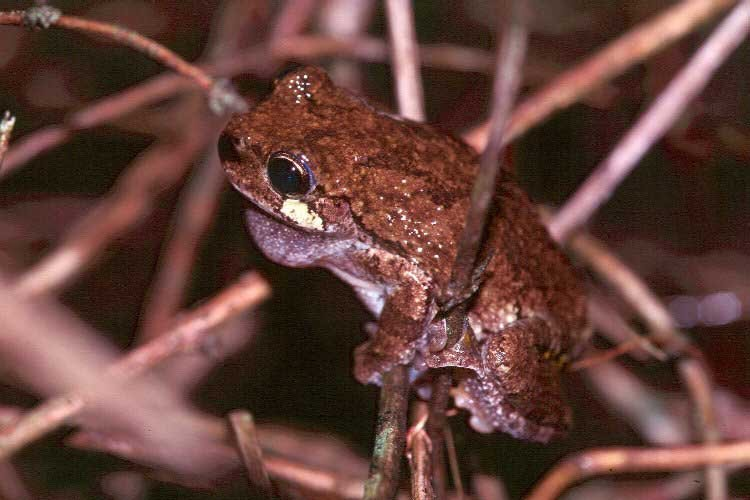
Hyla chrysoscelis

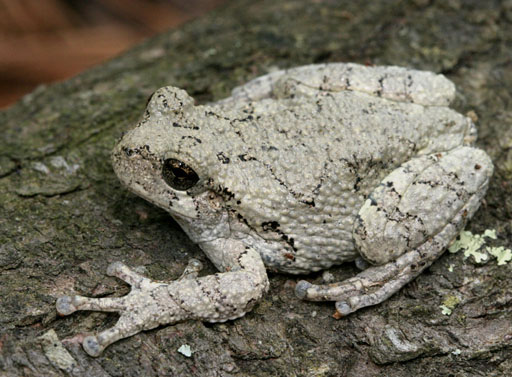
Hyla chrysoscelis

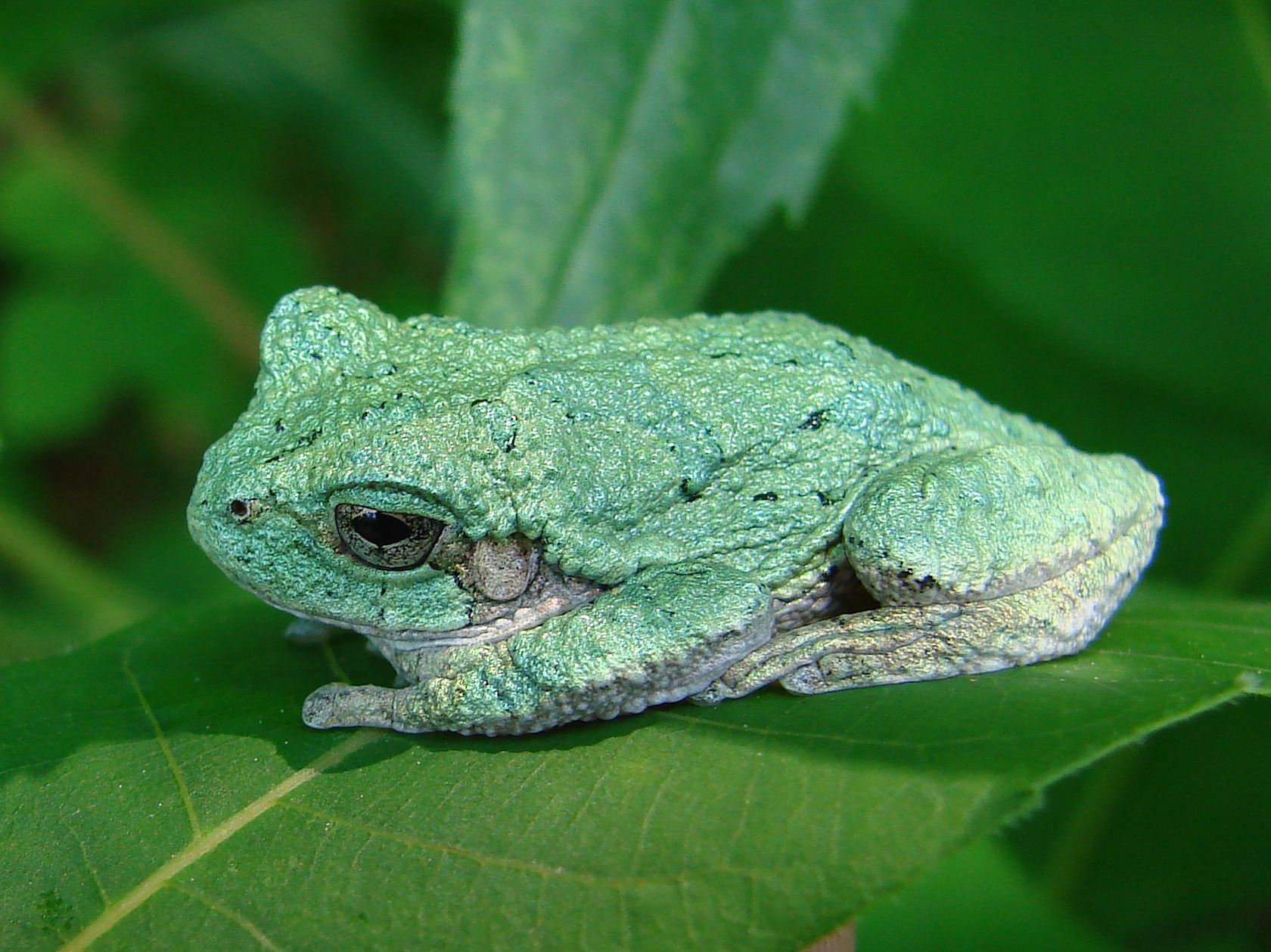
Hyla chrysoscelis

Elle forme avec Dryophytes versicolor un couple d'espèces cryptiques.

## Publication originale
- Cope, 1880 : On the zoological position of Texas. Bulletin of the United States National Museum, vol. 17, p. 1-51 (texte intégral).